# Heinrich II. (Braunschweig-Grubenhagen)
Heinrich II. von Braunschweig Grubenhagen (* um 1289; † 1351), genannt Heinrich von Griechenland (de Graecia), aus dem Geschlecht der Welfen, war Fürst von Braunschweig-Grubenhagen.

## Leben
Heinrich war ein Sohn Heinrichs des Wunderlichen und dessen Frau Agnes, geb. Markgräfin von Meißen. Heinrich der Wunderliche begründete nach einer welfischen Erbteilung im Jahre 1291 das Fürstentum Grubenhagen. Dieses Fürstentum war gegenüber den anderen welfischen Teilfürstentümern ein eher kleines Territorium. Aufgrund des Kinderreichtums Heinrichs des Wunderlichen (acht Söhne und acht Töchter), fiel es diesem schwer, alle Nachkommen standesgemäß zu versorgen. Heinrich II. konnte daher nicht die ungeteilte Herrschaft über das Fürstentum einnehmen. Im Jahre 1324 schloss er zwar mit seinen Brüdern Wilhelm und Ernst eine weitgehende Gütervereinbarung, nach der das Territorium gemeinschaftlich regiert werden sollte. Bereits kurz darauf wurde aber die Regierung geteilt. Ihm blieb dabei hauptsächlich Rüdigershagen, die Goldene Mark um Duderstadt, Gieboldehausen, Bernshausen, halb Herzberg, halb Lauterberg und ein Anteil an Grubenhagen. Die Städte Duderstadt, Osterode am Harz und Einbeck wurden gemeinsam regiert.
Im Jahre 1327 begleitete er Ludwig den Baiern auf dessen Krönungszug nach Rom. Von dort aus ging er über Unteritalien nach Konstantinopel, wo er am Hofe seines Schwagers, des Kaisers Andronikos III., weilte. Von diesem mit einem Geleitbrief versehen begab er sich auf eine Pilgerreise ins Heilige Land. Nach einem Aufenthalt auf Zypern, wo er seine zweite Frau Heilwig kennenlernte, kehrte er 1331 wieder in die Heimat zurück.
Heinrich begann nunmehr, Teile seiner Herrschaft zu verpfänden. Wahrscheinlich hatte er Geldsorgen und musste sich deswegen gegen Zahlung einer Leibrente 1342 von der Herrschaft zurückziehen, als er dem Mainzer Erzbischof sein Drittel an Hameln, Einbeck, Osterode am Harz und anderer Grubenhagener Rechte übertrug. Heinrich verstarb 1351 auf der Burg Grubenhagen.

## Familie
Er hatte mit seiner ersten Frau Jutta, Tochter des Markgrafen Heinrich von Brandenburg-Landsberg, folgende Kinder:
- Riddag (Sohn; † um 1366)
- Agnes (*  1318, †  vor 1371), ⚭ Barnim III. (Pommern)
- Otto (1320–1399), Condottiere in Italien, Fürst von Tarent, ⚭ Königin Johanna I. von Neapel
- Johann (* 1321; † 1371), Kanoniker in Halberstadt
- Louis (* um 1323, † vor 1373), Kanoniker in Cammin

Mit seiner zweiten Frau, Heilwig, einer Tochter des Philipp von Ibelin aus dem Haus Ibelin, hatte er folgende Kinder:
- Philipp (* um 1332; † zwischen 1370 und 1380), Konstabler von Jerusalem
- Balthasar (* 1336; † 1385), kurzzeitig Despot von Romania in der Morea, ⚭ Giacobella Caetani di Fondi († nach 25. Mai 1400)
- Thomas (c. 1338 – c. 1384), Augustiner-Mönch in Nordhausen
- Melchior, Bischof von Osnabrück und Schwerin (* um 1341; † 6. Juni 1381)

Den Mannesstamm des Geschlechts setzte, zumindest in der Heimat, keiner der Söhne fort. Sein ältester Sohn Otto machte in Italien Karriere.